# Boscobel, Wisconsin
Boscobel là một thành phố thuộc quận Grant, tiểu bang Wisconsin, Hoa Kỳ. Năm 2000, dân số của thành phố này là 3047 người.